# Герман (Садырев-Полев)
Архиепископ Герман (в миру Григорий Фёдорович Садырев-Полев; 1505, Старица — 6 ноября 1567, Москва) — епископ Русской церкви, архиепископ Казанский и Свияжский, кандидат на престол Московской митрополии.
Святой Русской церкви, почитается в лике святителя. Память (по юлианскому календарю): в день кончины 6 ноября, первого перенесения мощей 25 сентября и в день второго перенесения мощей 23 июня. Его мощи покоятся в Свияжске, в Богородицком монастыре.

## Жизнеописание
Григорий Полев родился в Старице и происходил из рода Полевых, который берёт начало от боярина Александра Борисовича Поля — потомка князей Смоленских. По словам князя Курбского, Григорий был «светла рода человек, яже Полевы нарицаются, та шляхта по отчине». Княжеский титул потерял Ф. Д. Полев, прапрадед Григория, поступивший на службу к волоцкому князю Борису Васильевичу.
В 25 лет Григорий принял пострижение с именем Герман в Волоколамском монастыре, где он подвизался под руководством игумена Гурия (впоследствии архиепископа Казанского) и трудился над перепиской книг. В описи книг Волоколамского монастыря за 1545 год имеются записи: «Евангелие в десть Германова письма Садырева», «Богородичник в десть Германова письма Садырева». В монастыре Герман познакомился с отбывавшим там наказание Максимом Греком.

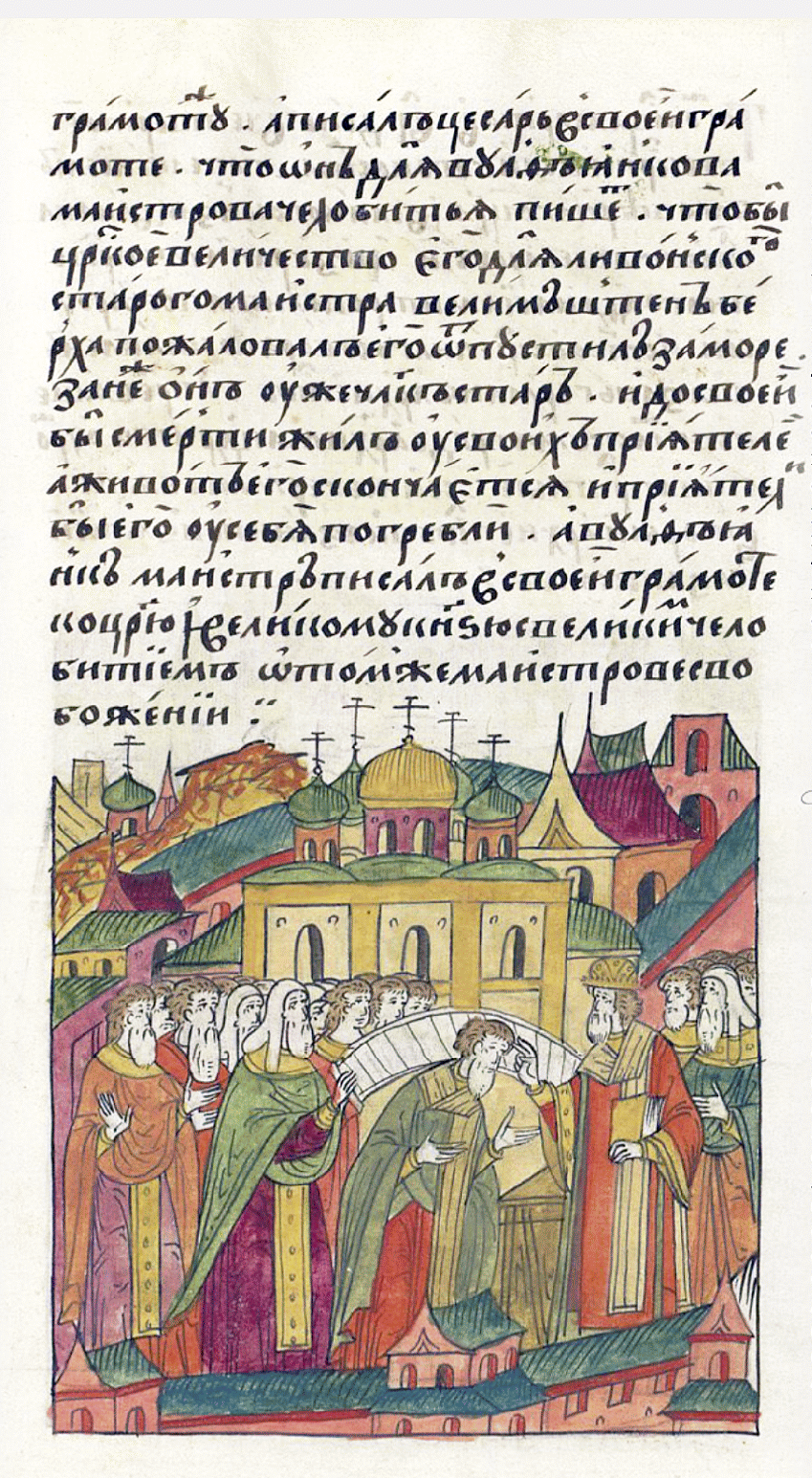
Митрополит Афанасий посвящает Германа в архиепископы Казанские

В начале 1551 года Герман был назначен архимандритом старицкого Успенского монастыря. В 1554 году был в Москве во время судебного процесса над еретиком Матвеем Башкиным; Герману было поручено сопровождать его в ссылку в Волоколамский монастырь. Исполнив поручение, Герман остался в монастыре казначеем.
Святитель Гурий, получив в управление новую казанскую паству, вызвал к себе в сотрудники Германа, который 3 февраля 1555 года был поставлен игуменом основанного Гурием Свияжского Богородице-Успенского монастыря, имевшего весьма важное значение для распространения христианства между инородцами Казанского края. При Германе в монастыре были построены каменные храмы: церковь во имя Николая Чудотворца с колокольней и трапезной (1556) и Успенский собор (1558). В Казани было открыто подворье монастыря, ставшее к концу XVI века самостоятельной обителью.
После смерти Гурия 12 марта 1564 года Герман Собором русских епископов был избран архиепископом Казанским и Свияжским, став преемником святителя Гурия. В Казани он провёл около двух лет и был вызван в Москву для участия в Земском и Церковном соборах.

### Кандидат в митрополиты
Находясь в Москве в 1566 году Герман, по настоятельному требованию царя Ивана Грозного, помимо своей воли был предназначен в митрополиты московские:
великий князь умолил занять митрополичий престол казанского епископа Германа. Герман возражая, но принужден был стать митрополитом решением Освященного собора.
 Германа поселили в митрополичьих покоях до возведения в сан. В это время святитель потребовал от Ивана отмены опричнины и стал обличать его, призывая к покаянию. Царь, слушая протесты приближённых, говоривших «Разве хочешь, о царь, быть у того епископа в неволе ещё горшей, нежели пребывал у Алексея и Сильвестра перед этим несколько лет?», велел передать Герману: «Ты ещё не возведен на митрополию, а уже отнимаешь у меня свободу» и изгнал его с митрополичьего двора, указав держать в Москве под надзором. Вероятно Германа не лишили сана так как его имя упоминается в Никоновской летописи среди других участников обряда интронизации московского митрополита Филиппа.

### Смерть

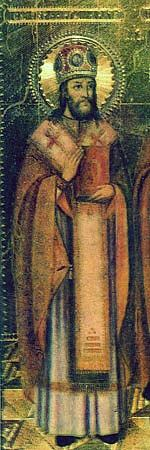
Святитель Герман

Святитель Герман умер в Москве 6 ноября 1567 года во время моровой язвы, но существует мнение, что он был, то ли задушен, то ли отравлен по царскому приказу. В своей Истории о великом князе Московском Андрей Курбский пишет что через два дня после высылки из митрополичьих палат его тело было найдено во дворе и добавляет:

Овии глаголют удушенного тайне за повелением его [царским], овии же ядом смертоносным уморенна.
— Андрей Курбский. «История о великом князе Московском»
Согласно житию священномученика Филиппа Герман был убит в своей келье опричником, который отсёк ему топором голову. Переоблачение мощей Германа в 1888 году (на его главу возложили новую митру) и их вскрытие в 1922 году частично подтвердили эту версию. В описании мощей указывается: «голова его отрублена, и притом способом, необычным при обыкновенной казни, а двумя ударами — одним спереди, отсекшим нижнюю часть, а другим сзади по шее».

## Погребение и почитание
Святитель был погребён в несохранившемся кремлёвском соборе Николая Чудотворца Гостунского (по другим источникам, в московской церкви Николы Чудотворца Мокрого, в Зарядье, также не сохранившейся). Его мощи были обретены в 1595 году (по другим источникам, в 1592 году) и с разрешения царя Феодора Иоанновича перенесены в Свияжский Богородицкий монастырь. В 1714 году произошло перенесение его мощей из алтаря Успенской церкви монастыря в сам храм. В 1842 году для мощей изготовили новую кипарисовую сребро-позлащенную раку, а в 1888 году на главу святителя возложили новую митру, при этом в протоколе была отмечена нетленность мощей и разрез на шее, давший возможность говорить о мученической смерти свт. Германа. Была составлена новая служба, где святой именуется священномучеником, однако Синод не разрешил её публикацию. Известно два случая отделения частиц от мощей святителя Германа: в 1696 году по просьбе симбирских граждан и духовенства и в 1849 году для казанского Иоанно-Предтеченского монастыря.
В 1923 году в рамках советской антирелигиозной компании рака с мощами святителя Германа была вскрыта, а после закрытия монастыря в 1925 году мощи исчезли. В 2000 году была обретена частица мощей святителя Германа, которая в ковчежце была сокрыта под престолом кладбищенского храма Ярославских Чудотворцев куда она была перенесена в 1929 году из упразднённого Иоанно-Предтеченского монастыря. Её разделили на две части для Свияжского и Иоанно-Предтеченского монастырей.